# Vase de Mykonos
Le vase de Mykonos, un pithos, est l'un des premiers objets datés (Époque archaïque, vers 675 av. J.-C.) à représenter le cheval de Troie qui apparaît dans le récit d'Homère sur la chute de Troie, pendant la guerre de Troie dans l'Odyssée.
Le vase est découvert en 1961 par un habitant local sur l'île grecque de Mykonos, qui lui a donné son nom. Il contenait des ossements humains et est exposé au musée archéologique de Mykonos.

## Description

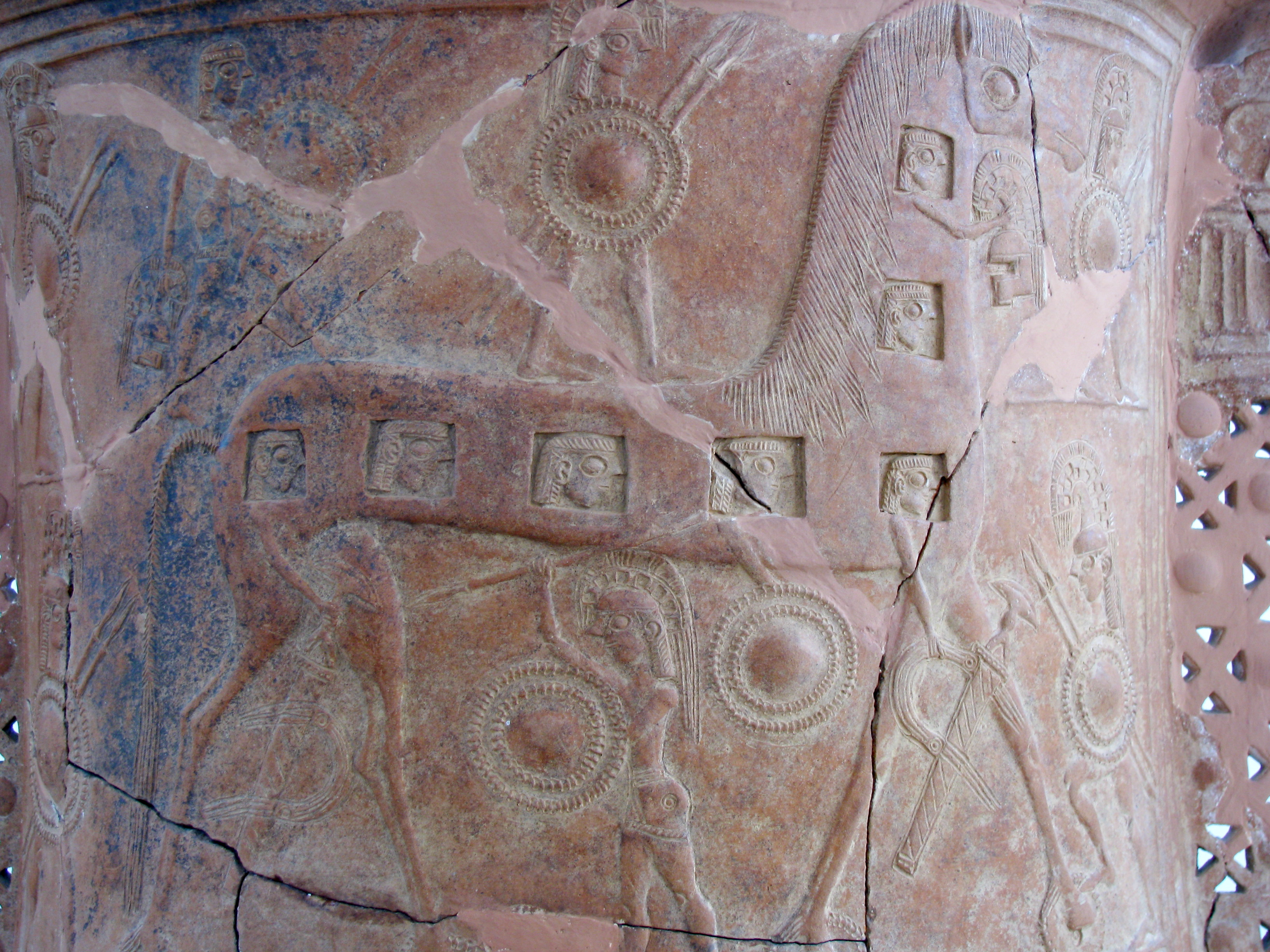
Détail montrant la plus ancienne représentation connue du cheval de Troie : les guerriers regardent à travers les ouvertures sur le flanc du cheval.

Le col du pithos représente le moment où le cheval de Troie est entouré de guerriers grecs. Des guerriers sont visibles par les ouvertures dans ses flancs. En dessous se trouvent trois rangées de métopes, chacune contenant des personnages en position de bataille. La partie inférieure du vase est vierge.
Les guerriers qui entourent le cheval sont représentés de manière formelle. Leurs têtes et leurs jambes apparaissent derrière des boucliers arrondis et ils portent des lances. Ceux présentés sur la métope supérieure sont représentés de manière similaire. Les guerriers sur le corps principal du pithos ne portent pas de boucliers et attaquent des femmes et des enfants qui leur font face. Les femmes ont de longues chevelures épaisses et des gestes expressifs des mains.

## Galerie

Détails du vase
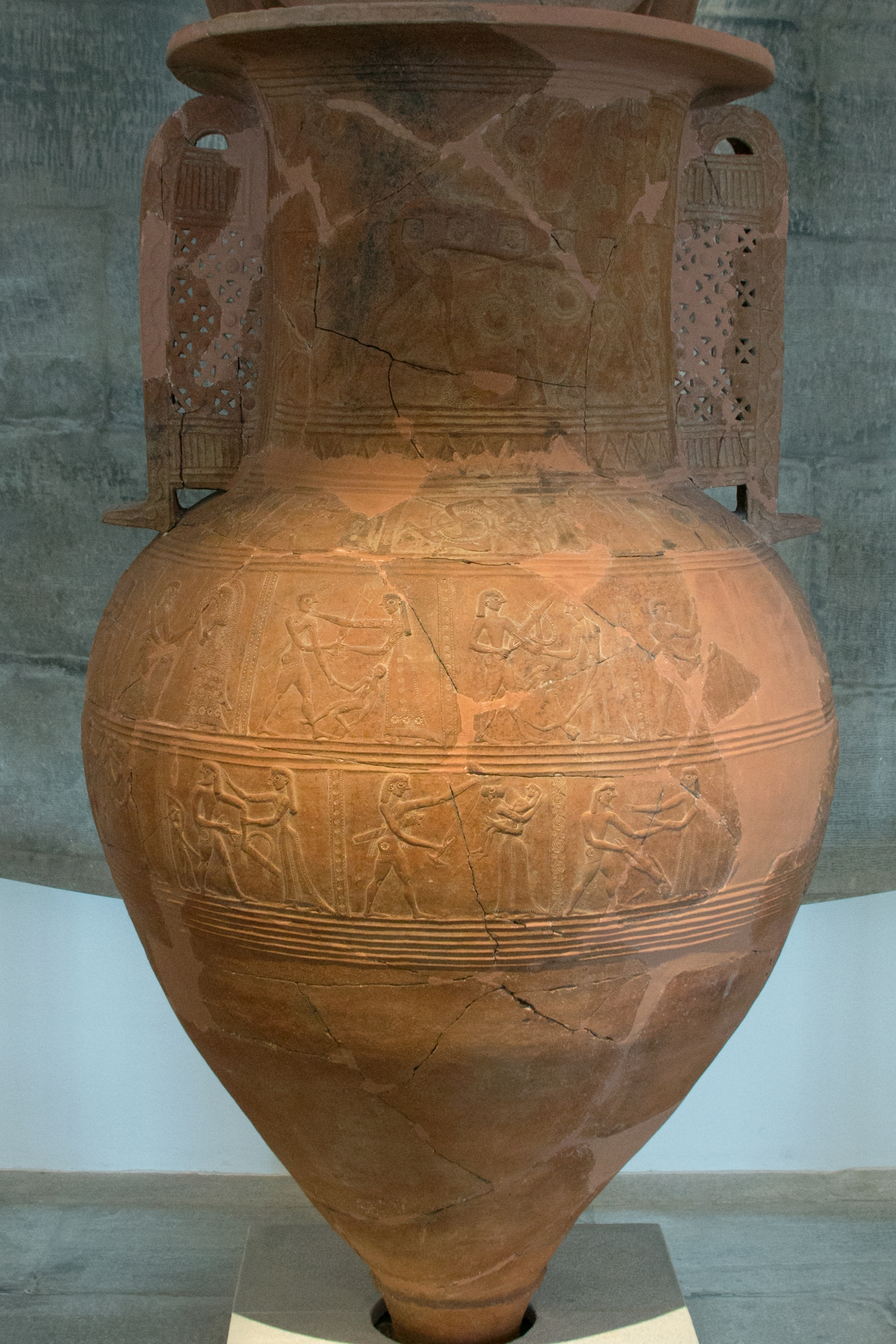
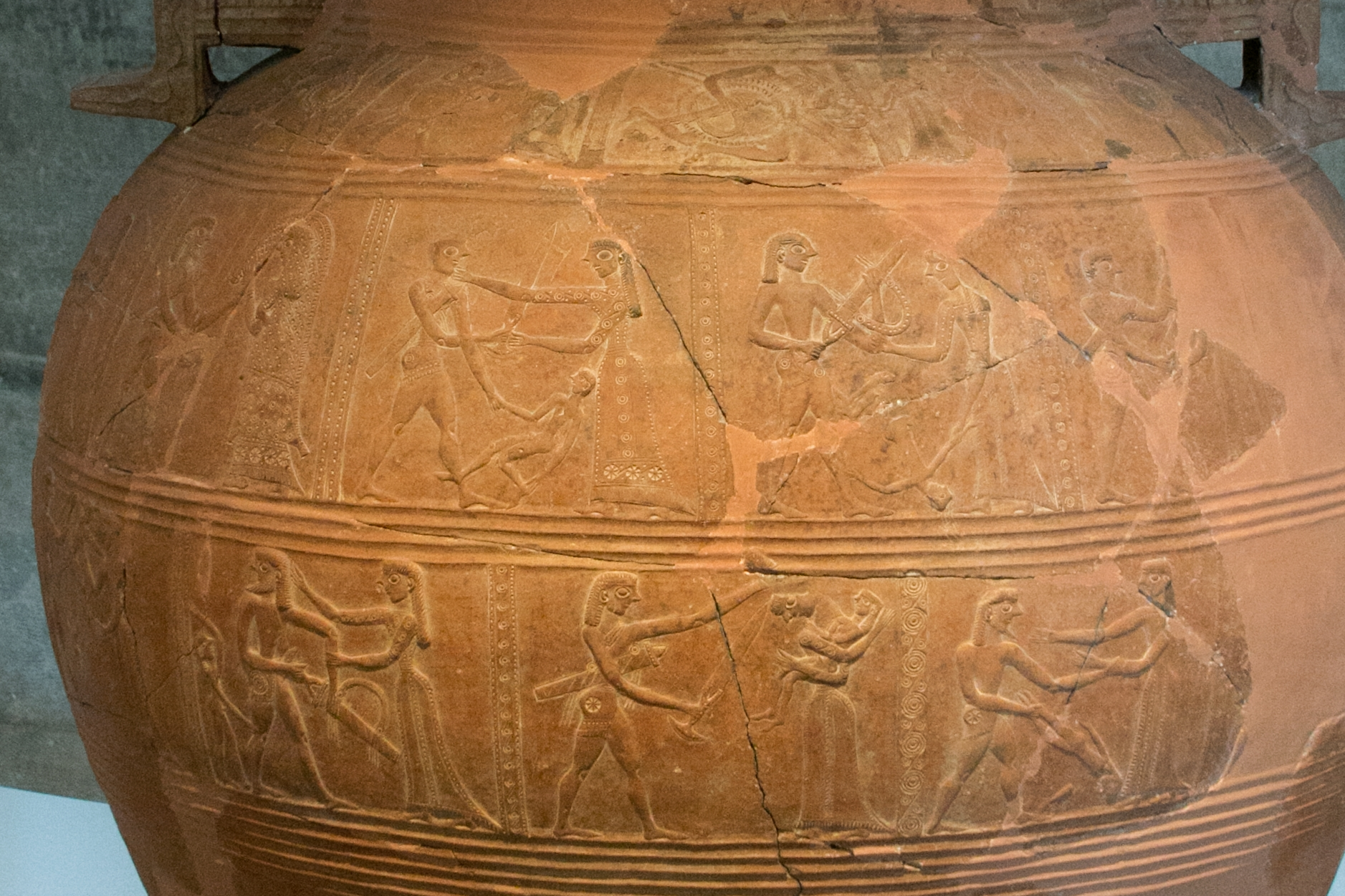
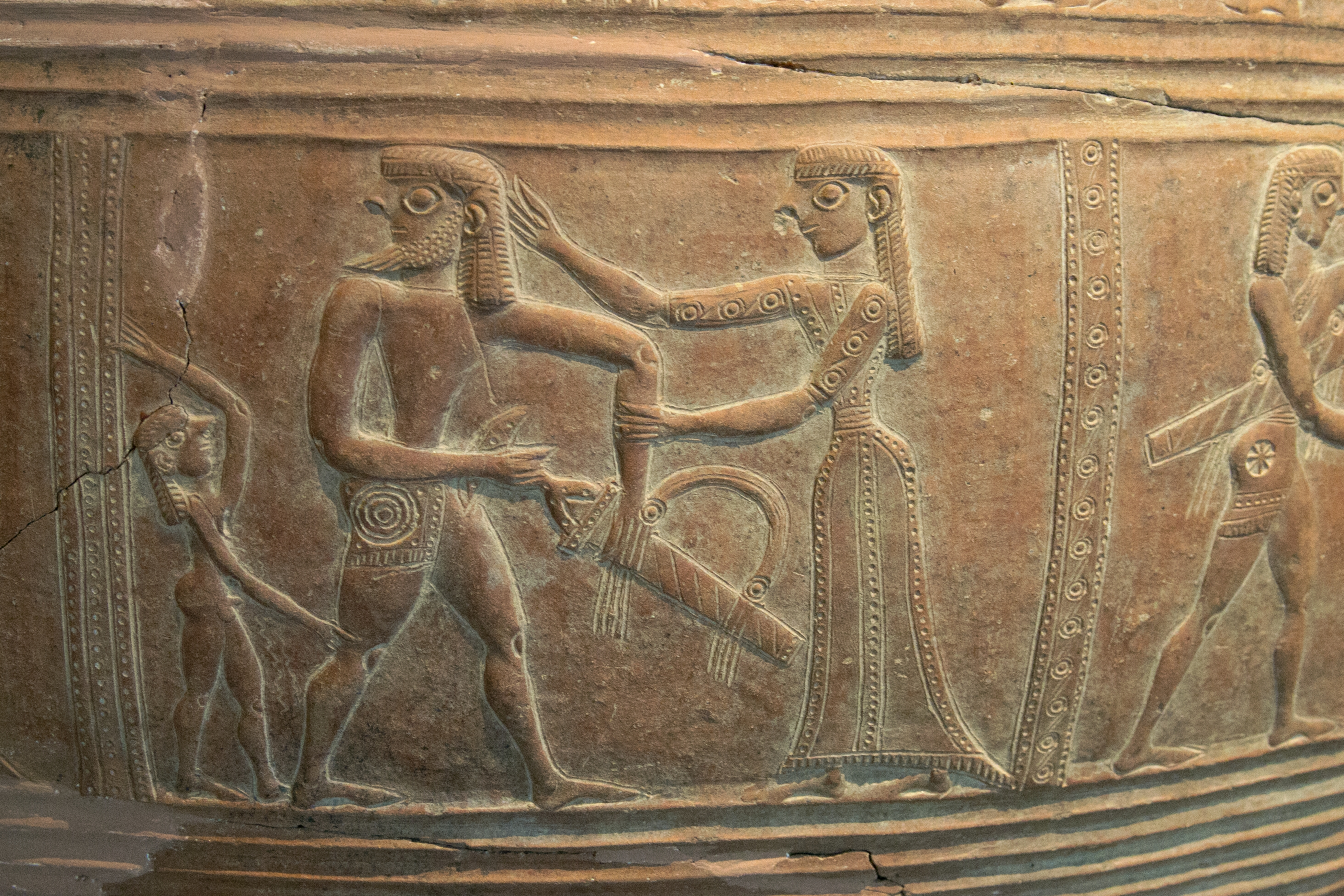
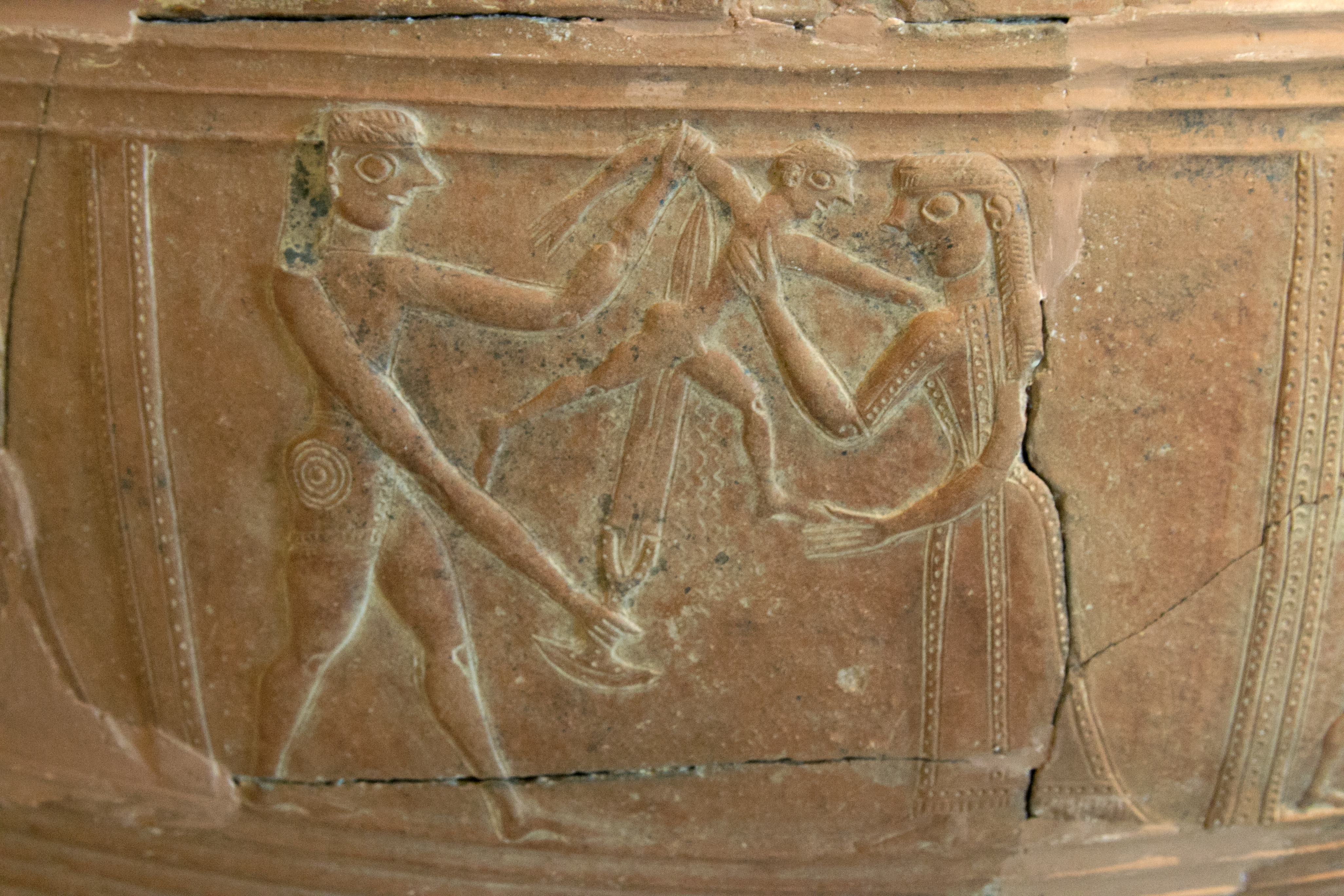
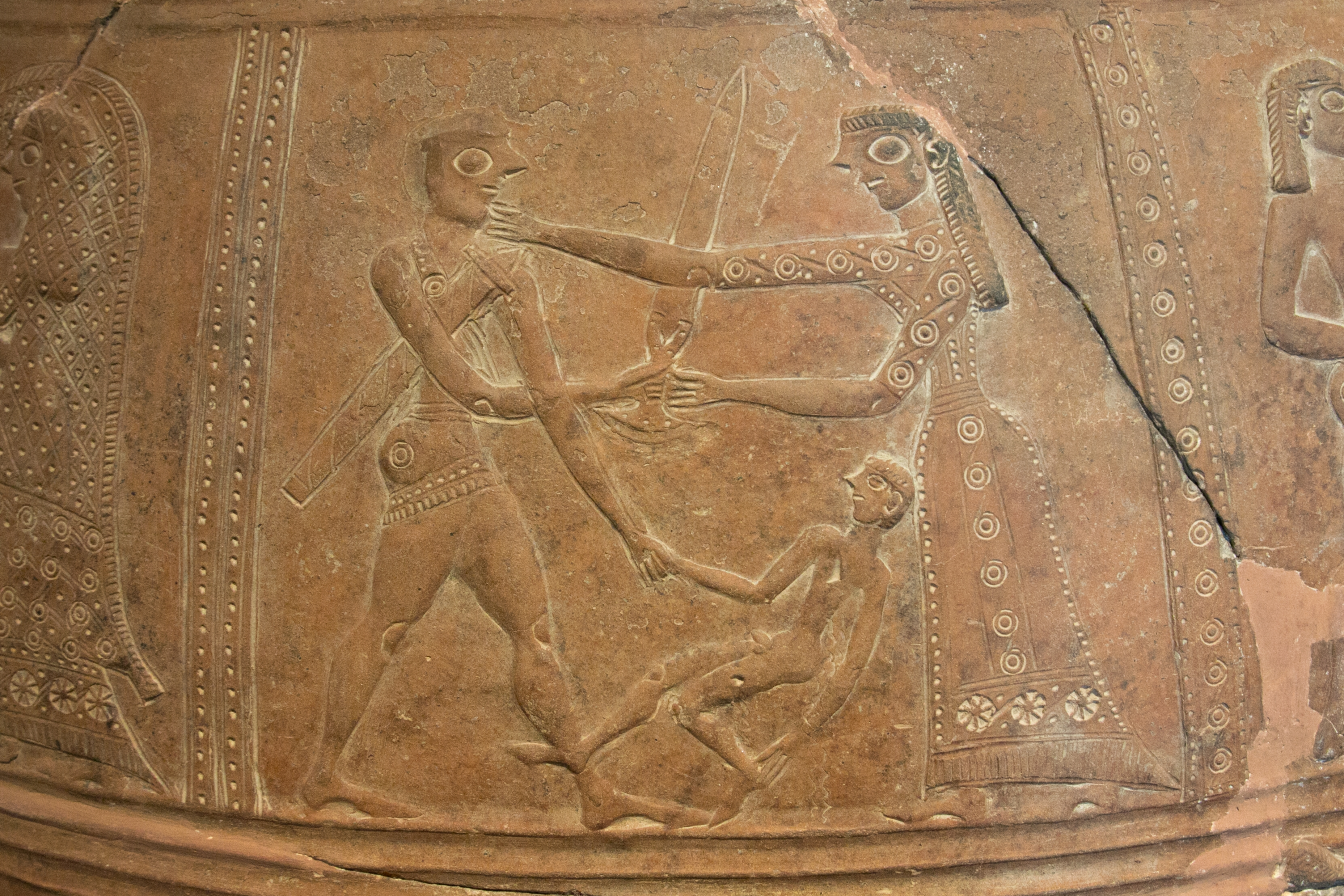